# Stephen B. Grimes
Stephen B. Grimes (18 de abril de 1927 — 12 de setembro de 1988) foi um diretor de arte britânico. Venceu o Oscar de melhor direção de arte na edição de 1986 por Out of Africa, ao lado de Josie MacAvin.